# Herschel Supply Co.
Herschel Supply Co. est une entreprise canadienne vendant des sacs à dos et des accessoires.

## Garantie
La compagnie offre une garantie à vie limité pour la durée de vie de l'acheteur. Cette dernière est applicable sur les sacs, les bagages rigides ainsi que sur les accessoires.